# ダンシング・ポールベアラーズ
ダンシング・ポールベアラーズ（Dancing Pallbearers、踊る棺担ぎ人）は、ガーナ南部・グレーター・アクラ州のプラムプラムという海岸沿いの町に拠点を置く棺担ぎ人のグループの通称である。Dancing Coffin（踊る棺桶）、Coffin Dancers（棺桶ダンサーズ）などとも呼ばれ、日本では棺桶ダンス（かんおけダンス）と呼ばれる。
このグループは、2017年のBBCの特集記事によって世界的な注目を集めた。後にその映像が、2020年初頭にインターネット・ミームとして流行した。
彼らは地元ではNana Otafrija Pallbearing and Waiting ServiceまたはDada awuと呼ばれている。

## 起源
ダンシング・ポールベアラーズは、ベンジャミン・アイドゥー(Benjamin Aidoo)が率いる棺担ぎ人のグループで、当初は普通に棺桶を担いでいた。彼は後に、棺担ぎの際に踊りを加えることを思いついた。棺担ぎの際に踊りを加える場合は追加料金がかかる。ダンシング・ポールベアラーズが初めて脚光を浴びたのは、2017年にBBCニュースで取り上げられたことがきっかけだった。

## 大衆文化において
2020年3月下旬、"DigiNeko"というYouTuberがYouTubeに動画をアップロードしたことがきっかけで、インターネット上で話題となった。4月には、様々な災難に見舞われた人々の映像に続いて、棺桶を持って踊る彼らの映像が流れるというブラックコメディがReddit、YouTube、TikTokなどにアップロードされ、インターネット・ミームとなった。これらの動画の多くでは、ロシアのアーティスト・トニー・イギーの曲「Astronomia」のオランダのデュオ・ヴァイストーンによるリミックスバージョンが使用されているが、他にDJ HaningとRizky Ayubaの「You Know I'll Go Get」（エンリケ・イグレシアスの曲「Finally Found You」のリミックスバージョン）やレンカの「Trouble Is a Friend」を使用しているものもある。
このミームの使用法の中には、このミームが流行したときに進行していたCOVID-19のパンデミックと関連したものもあった。ブラジルでは、「Fique em casa ou dance com a gente（家にいろ。さもなくば、一緒に踊れ）」というキャプションをつけて棺桶ダンサーを描いた、ステイホームを呼びかける看板が作成された。5月には、ダンシング・ポールベアラーズがこのフレーズを使った動画を公開し、視聴者に「家にいよう。さもなくば、我々と一緒に踊ることになるぞ」と呼びかけた。
ジョージアの政党・新政治中枢 - Girchiの党首らは、ジョージアの伝統的な衣装、チョハを着て、この動画のオリジナル・バージョンを作成した。
2020年5月、ドナルド・トランプ米大統領は、2020年の大統領選挙で対立候補となったジョー・バイデンの発言を受けて、この動画を編集したものを自身のソーシャルメディアで共有した。トランプが公開した動画では、棺桶にバイデンのキャンペーンロゴが重ね合わされていた。